# Gerry Conway
Gerry Conway (11 de setembro de 1947 em King's Lynn, Norfolk) é um baterista inglês, mais conhecido por ter participado da banda Jethro Tull nos anos 80. Antes disso ele tocou com os grupos Fotheringay e Ecletion, além de gravar e fazer shows com Cat Stevens por seis anos. 
Atualmente participa das bandas Fairport Convention e Pentangle.